# Carl Ludwig Willdenow
Carl Ludwig (von) Willdenow (Berlijn, 22 augustus 1765 – aldaar, 10 juli 1812) was een Pruisisch botanicus, farmaceut en taxonoom. Hij wordt beschouwd als een van de grondleggers van de plantengeografie, de studie van de verspreidingsgebieden van planten. Hij was de mentor van Alexander von Humboldt. Zijn standaardaanduiding is Willd.
Willdenow studeerde geneeskunde en plantkunde aan de Universiteit van Halle. Vanaf 1801 tot aan zijn dood was hij directeur van de Botanischer Garten Berlin. Hier bestudeerde hij veel planten die door Van Humboldt uit Zuid-Amerika werden meegebracht. Hij was vooral geïnteresseerd in hoe planten zich aanpassen aan het klimaat. Zijn herbarium met meer dan 20.000 exemplaren bestaat nog steeds binnen de botanische tuin van Berlijn.

## Werken
- Florae Berolinensis prodromus (1787)
- Grundriß der Kräuterkunde (1792)
- Berlinische Baumzucht (1811)
- Linnaei species plantarum (1798–1826, 6 delen)
- Anleitung zum Selbststudium der Botanik (1804)
- Enumeratio plantarum horti regii botanici Berolinensis (1809)
- Hortus Berolinensis (1816)

- Bibliothèque nationale de France: cb12563046k (data)
- Author citation (botany): Willd.
- Gemeinsame Normdatei: 117387436
- International Standard Name Identifier: 0000 0001 0914 1676
- Library of Congress Control Number: n87116873
- Nationale Bibliotheek van Tsjechië: mzk2009510412
- Nationale bibliotheek van Australië: 36194919
- Nationale Bibliotheek van Israël: 987007272134505171
- Nationale Bibliotheek van Polen: a0000002453191
- Nederlandse Thesaurus van Auteursnamen: 070659443
- LIBRIS: 288867
- SNAC: w670980q
- Système universitaire de documentation: 034929908
- Museum of New Zealand Te Papa Tongarewa: 49890
- Trove: 1227210
- Virtual International Authority File: 71508455
- WorldCat: E39PBJcGrtCgtP6j8MRvbYjBfq